# Simon Fish
Simon Fish (* in Kent; † Mai 1531 in London) war ein in England wirkender Propagandist für die Reformation und einer der ersten englischen Protestanten.
Fish verband bei seiner Arbeit soziale und religiöse Fragen und unterstützte William Tyndale bei der Verbreitung der englischen Bibel. Im Jahr 1528 verfasste er A supplicacyon for the Beggers, einen wilden Angriff gegen die Geistlichkeit. Fish wandte sich hier an Heinrich VIII. und forderte unter anderem die Enteignung der Klöster. Das Werk fand eine schnelle Verbreitung und wurde von Thomas Morus erwidert.
1529 übersetzte er Henrik van Bommels Werk The Summe of the Holy Scripture. Er war mehrfach im Exil in den Niederlanden und starb kurz vor seiner geplanten Hinrichtung als verurteilter Häretiker an der Pest. In der Fernsehserie Die Tudors findet Fish hingegen fälschlicherweise als Ketzer sein Ende auf dem Scheiterhaufen.